# Distretto di Quisqui
Il distretto di Quisqui  è un distretto del Perù nella provincia di Huánuco (regione di Huánuco) con 7.134 abitanti al censimento 2007, dei quali 1.012 censiti in territorio urbano e 6.122 in territorio rurale.
È stato istituito il 26 gennaio 1956, ed ha come capoluogo la località di Huancapallac.